# Редмонд Џерард
Редмонд Џерард (енгл. Redmond Gerard; Вестлејк, 29. јануар 2000) је амерички сноубордер. Живи у Силверторну у Колораду. На Олимпијским играма у Пјонгчангу 2018, као седамнаестогоишњак, и најмлађи такмичар у финалу, освојио је златну медаљу у дисциплини слоупстајл. Џерард је освојио прво злато за Сједињене Америчке Државе на текућим играма и постао најмлађи амерички сноубордер, освајач олимпијске медаље.